# Jakob A. Sundberg
Jakob Alexander Sundberg (født 1. oktober 1989) er en dansk fodbolddommer, der i sommeren 2019 blev rykket op som Superliga-dommer. Sundberg er i 2022 avanceret og har nu status af FIFA-Dommer.
Efter sæsonen 2021/22 blev han kåret til at være "Årets dommer" i Danmark.

## Karriere som fodbolddommer
I 2015 blev han rykket op i den danske 1. division. I 2018 gav han et indblik i de vilkår, dommerne i 1. division arbejder under i et længere interview med DR.
Han blev rykket op i Superligaen ved indgangen til 2019-20-sæsonen. Han dømte sin første superligakamp den 28. juli, da Hobro IK mødte Randers FC (2-2).
Sundberg var den første dommer i Danmark til at få ændret en kendelse af videodommeren (VAR). Det skete i kampen AC Horsens-Randers FC, hvor VAR ændrede straffen til Bjarke Jacobsen fra gult til rødt kort.

### International dommerkarriere
Jakob Sundberg havde sin første internationale kamp mellem Danmark U/17 og Montenegro U/17 i 2016.

## Civil karriere
I sit civile liv er han ansat i Folketinget, hvor han fra 1. maj 2022 har arbejdet som HR- administrations- og økonomichef. Han startede der i 2011 og har tidligere bl.a. fungeret som Executive Assistant for daværende kulturminister Mette Bock.